# Stazione di Forest Hill
La stazione di Forest Hill è una stazione posta lungo la ferrovia Londra-Brighton, a servizio del quartiere omonimo nel borgo londinese di Lewisham.

## Movimento
La stazione è servita dalla linea East London della London Overground, con treni operati da Arriva Rail London per conto di Transport for London. Inoltre, effettuano servizio anche treni locali della società Southern.